# Ronde de Mouscron
Die Ronde de Mouscron ist ein Straßenradrennen im Frauenradsport in Belgien.
Das Eintagesrennen wurde erstmals im Jahr 2021 ausgetragen, die ursprünglich für 2020 geplante Erstaustragung musste aufgrund der COVID-19-Pandemie abgesagt werden. Die Strecke führt in mehreren Runden um den Ort Mouscron im Nordwesten Belgiens unmittelbar an der Grenze zu Frankreich. Das Rennen ist in die Kategorie 1.1 eingestuft.

## Palmarès
| Jahr | Siegerin        | Zweite           | Dritte           |
| ---- | --------------- | ---------------- | ---------------- |
| 2021 | Chiara Consonni | Jelena Erić      | Maria Martins    |
| 2022 | Thalita de Jong | Nicole Steigenga | Martina Alzini   |
| 2023 | Martina Fidanza | Anniina Ahtosalo | Valentine Fortin |
| 2024 | Daria Pikulik   | Anniina Ahtosalo | Martina Fidanza  |
| 2025 |                 |                  |                  |